# Victoire Du Bois
Victoire Du Bois (1988/89) é uma atriz francesa é  que fez sua estreia no cinema em Calm at Sea (2011), de Volker Schlöndorff. Ela é mais conhecida por interpretar Jeannie em From the Land of the Moon (2016), Chiara em Call Me by Your Name (2017), e Emma Larsimon na série Marianne (2019) da Netflix. Ela foi educada em um lycée em Nantes. Du Bois estudou atuação na L'Ecole du Jeu e no Conservatoire National Supérieur d'Art Dramatique (Academia Nacional Francesa de Artes Dramáticas).

## Filmografia

### Cinema
| Ano  | Título                                     | Papel            | Notas          |
| ---- | ------------------------------------------ | ---------------- | -------------- |
| 2011 | Calm at Sea                                | Odette de Niles  |                |
| 2013 | The Family                                 | Pink Ribbon Girl |                |
| 2014 | Ada et ses amis                            | Rosalie          | Curta-metragem |
| 2015 | We Need To Talk About Amalia Now           | Cécile           | Curta-metragem |
| 2015 | The Forbidden Room                         | Lotte            |                |
| 2016 | Seances                                    |                  |                |
| 2016 | From the Land of the Moon                  | Jeannie          |                |
| 2017 | Call Me by Your Name                       | Chiara           |                |
| 2017 | Something Is Burning                       |                  | Curta-metragem |
| 2017 | Nous sommes jeunes et nos jours sont longs | Annie            |                |
| 2017 | Gros chagrin                               | Mathilde         | Curta-metragem |
| 2017 | Hédi & Sarah                               | Victoire         | Curta-metragem |
| 2018 | Que la nuit s'achève                       | Gaëlle           |                |
| 2019 | I Lost My Body                             | Gabrielle        |                |
| 2019 | Matriochkas                                | Rebecca          | Curta-metragem |

### Televisão
| Year | Título        | Papel         | Notas                 |
| ---- | ------------- | ------------- | --------------------- |
| 2012 | Main courante | Chany         | Episódio: "Dérapages" |
| 2019 | Marianne      | Emma Larsimon | Netflix               |

## Teatro
| Ano       | Peça                                             | Papel             | Diretor         |
| --------- | ------------------------------------------------ | ----------------- | --------------- |
| 2013      | L'odeur du sang humain ne me quitte pas des yeux | Lady Macbeth      | Philippe Ulysse |
| 2017-2018 | La Princesse Maleine                             | Princesse Maleine | Pascal Kirsch   |
| 2018      | Le Traitement                                    | Anne              | Rémy Barché     |